# NGC 2618
NGC 2618 (другие обозначения — UGC 4492, MCG 0-22-23, ZWG 4.74, NPM1G +00.0220, PGC 24156) — галактика в созвездии Гидра.
Этот объект входит в число перечисленных в оригинальной редакции «Нового общего каталога».
В галактике вспыхнула сверхновая SN 2008bi типа Ia, её пиковая видимая звездная величина составила 15,9.